# コーンウォリス島 (サウス・シェトランド諸島)
コーンウォリス島(コーンウォリスとう、Cornwallis Island)は、長さ1.6kmのサウス・シェトランド諸島にある島である。エレファント島の東端の北東8kmに位置する。コーンウォリス島という名前は1821年頃まで遡り、現在は国際的に確立されている。

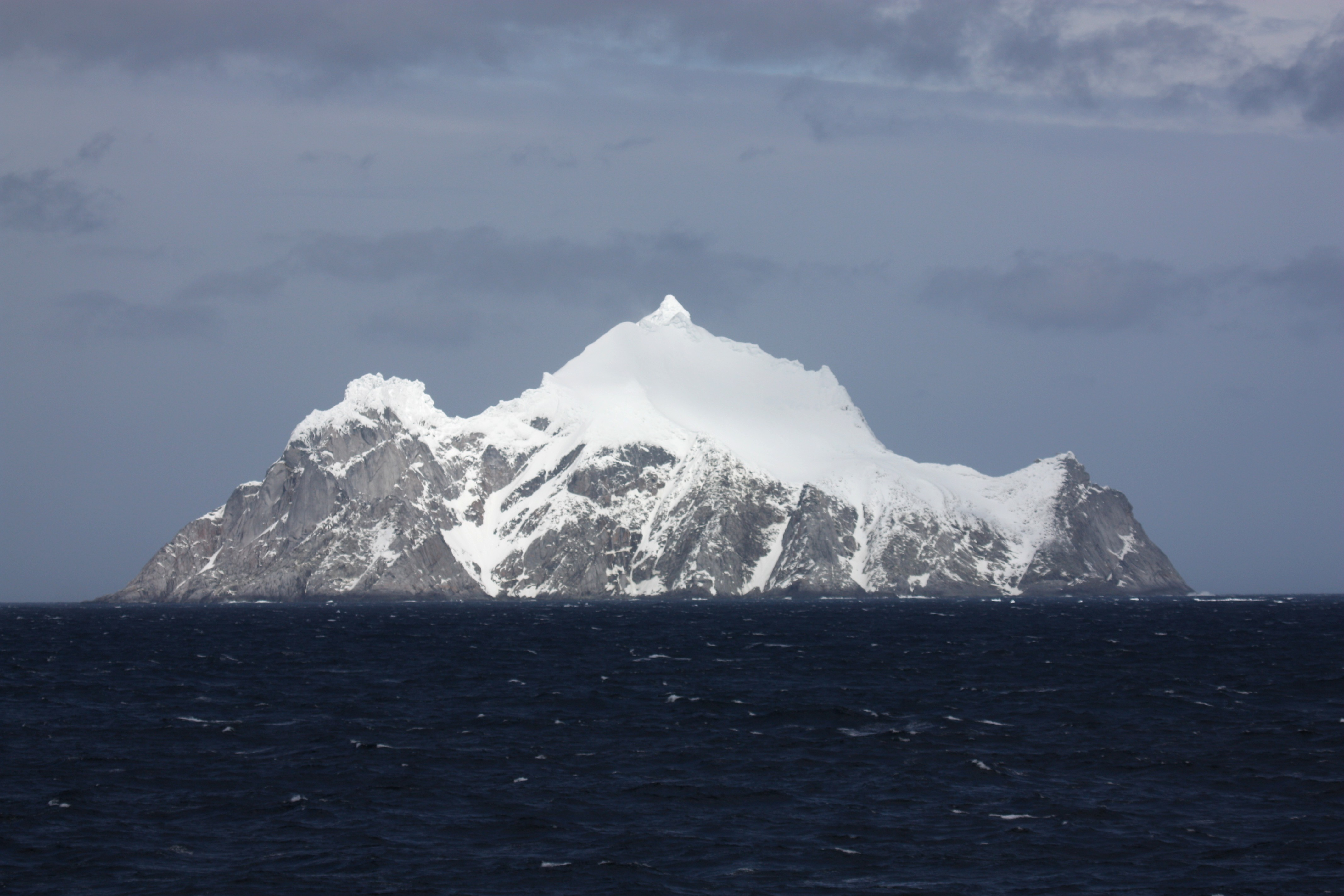
コーンウォリス島